# Paul Nabor
Paul Nabor, né Alfonso Palacio le 26 janvier 1928 et mort le 23 octobre 2014, est un chanteur et musicien garifuna bélizien, originaire de Punta Gorda. On lui attribue souvent la popularisation de la Paranda (en), un style de musique traditionnelle garifuna, et il est considéré comme l'un des musiciens les plus talentueux du genre.

## Biographie
Paul Nabor est né sous le nom d'Alfonso Palacio le 26 janvier 1928. Bien que les sources officielles indiquent que son lieu de naissance est Stann Creek Town (aujourd'hui Dangriga), Nabor a affirmé au journal Amandala (en) en 2009 qu'il est né à Punta Gorda, où il a vécu toute sa vie. Il commence à chanter au niveau professionnel à l'âge de 18 ans.
Au Belize, sa chanson la plus connue est « Naguya Nei », qu'il a écrite en mémoire de sa sœur décédée. Parlant couramment l'anglais, l'espagnol et le garifuna, il est un artiste populaire dans toute l'Amérique centrale. Il participe au dernier album d'Andy Palacio, Wátina, sorti en 2007 et sa musique figure également sur l'album Paranda, paru chez Stonetree Records. Il se retire de la scène en 2009, mais joue occasionnellement jusqu'en 2013.
Le 23 octobre 2014, il est meurt à l'hôpital de Punta Gorda, à la suite d'un accident vasculaire cérébral survenu la semaine précédente,. Il est enterré au cimetière Mount Olivet à Punta Gorda.

## Hommages
Lors d'une visite à Tegucigalpa, au Honduras, en 2004, il est déclaré hôte de marque de la ville. Paul Nabor est en visite à Tegucigalpa à l'occasion de la sortie de Garifuna Soul, un album d'un autre parandero, Aurelio Martínez.

## Filmographie
- 2007 : Three Kings of Belize par Katia Paradis : documentaire sur trois musiciens béliziens[6]. Paul Nabor est présent aux côtés de Wilfred Peters (en) et Florencio Mess[1].